# 唐戸信嘉
唐戸 信嘉（からと のぶよし、1980年 - ）は、日本の英文学者、翻訳家。

## 概要
埼玉県生まれ。英国セント・アンドルーズ大学大学院修士課程修了。立教大学大学院文学研究科博士課程修了。博士（文学）。現在は白鴎大学教育学部の准教授をしている。
専門はイギリス文学、特にゴシック小説。チャールズ・ディケンズの『オリバー・ツイスト』や、ブラム・ストーカーの『ドラキュラ』といったイギリス文学の名作の翻訳を手掛けている。これらの翻訳は、いずれも「光文社古典新訳文庫」のシリーズとして刊行されている。現代の読者に向けた読みやすい訳と、 唐戸氏自身による詳細かつ明快な解説が特徴である。
また、自身の専門知識を活かして、テレビやラジオといったメディアでも活躍。NHK Eテレの『世界サブカルチャー史 欲望の系譜』ではゴシック文化の解説を務め、NHKラジオ第2 『カルチャーラジオ 文学の世界』 では「ゴシックの扉」と題したシリーズで講師を担当するなど、文学の魅力を広く伝えている。

## 著書
- 『ゴシックの解剖——暗黒の美学』青土社 2020

## 主な翻訳作品
- チャールズ・ディケンズ『オリバー・ツイスト』光文社古典新訳文庫 2018
- ダニエル・デフォー『ロビンソン・クルーソー』光文社古典新訳文庫 2020
- ブラム・ストーカー『ドラキュラ』光文社古典新訳文庫 2023.10